# برسکی (استان ماسوویان)
برسکی (به لهستانی:  Bryski) یک روستا در لهستان است که در گمینا روشچیشوو واقع شده‌است.